# 人类外基因组联盟
人类外基因组联盟（HEC），成立于1999年12月。它的主要任务是把确切的甲基化变化在基因组中的位置信息分类、定义并编入目录。

## 联盟成员
- 德国柏林外基因组学股份有限公司（Epigenomics AG）
- 英国剑桥大学韦尔科姆基金会桑格学院（Wellcome Trust Sanger Institute）
- 法国国家基因分型中心
- 德国癌症研究中心
- 柏林技术大学
- 马克斯·普朗克分子遗传学研究所（柏林）